# Scribner Building
Pour les articles homonymes, voir Scribner (homonymie).
Le Scribner Building, également connu sous le nom de Old Scribner Building, est un immeuble conçu par Ernest Flagg dans un style Beaux Arts et a été construit en 1893. Il est situé au 153-157 de la Cinquième Avenue à Manhattan, au 21st Street. Il a servi de siège social à la société d'édition Charles Scribner's Sons.
Le Scribner Building a été inscrit au registre national des lieux historiques en 1980 .
Ernest Flagg a également conçu son successeur, le Charles Scribner's Sons Building, au 597 de la Cinquième Avenue.